# Rodzina Lwie Serce
Rodzina Lwie Serce (ang. The Lionhearts) – amerykański serial animowany z 1998 roku. 

## Obsada (głosy)
- Cameron Finley jako Spencer Lionheart
- Peri Gilpin jako Lana Lionheart
- Nicolette Little jako Judy Lionheart
- William H. Macy jako Leo Lionheart
- Harve Presnell jako Grandpa Leo Lionheart
- Natasha Slayton jako Kate Lionheart

## Wersja polska
W Polsce serial był emitowany w TVP1 w 2001 roku.

## Spis odcinków
| N/o            | Polski tytuł              | Angielski tytuł                        |
| -------------- | ------------------------- | -------------------------------------- |
|                |                           |                                        |
| SERIA PIERWSZA |                           |                                        |
|                |                           |                                        |
| 01             |                           | Family Circus                          |
|                |                           |                                        |
| 02             | Szkoła przetrwania        | Survive                                |
|                |                           |                                        |
| 03             | Klauni to moi przyjaciele | But Some of My Best Friends are Clowns |
|                |                           |                                        |
| 04             | Nie ma jak w domu         | No Place Like Home                     |
|                |                           |                                        |
| 05             | Śpiewanie z grzywką       | Singin’ in the Mane                    |
|                |                           |                                        |
| 06             | Wiersz                    | The Poem                               |
|                |                           |                                        |
| 07             |                           | Greta Garbo Ears                       |
|                |                           |                                        |
| 08             | Domek na drzewie          | The Treehouse                          |
|                |                           |                                        |
| 09             |                           | Brown Dog Day                          |
|                |                           |                                        |
| 10             |                           | Leo’s Diet                             |
|                |                           |                                        |
| 11             | Tylko nie kuce            | The Pony Show                          |
|                |                           |                                        |
| 12             | Nie drażnić sąsiadów      | Don’t Bug the Neighbors                |
| 13             | Nie drażnić sąsiadów      | Don’t Bug the Neighbors                |